# Mariagerfjord (gemeente)
Mariagerfjord is een gemeente in de Deense regio Nordjylland (Noord-Jutland). De gemeente telt 42.066 inwoners (2017).
De gemeente ontstond bij de herindeling van 2007 uit de samenvoeging van de voormalige gemeenten: Mariager, Aalestrup (gedeeltelijk), Arden, Hadsund en Hobro.
De gemeente beslaat het grondgebied rond het Mariager Fjord.

## Plaatsen in de gemeente
- Rostrup
- Hadsund
- Hadsund Syd
- Assens
- Veddum
- Øster Hurup
- Als
- Visborg
- Hobro
- Vebbestrup
- Arden
- Rold
- Øster Doense
- Døstrup
- Hvornum
- Valsgård
- Hvilsom
- Oue
- Hørby
- Skelund
- Sønder Onsild
- Sønder Onsild Stationsby
- Handest
- Mariager
- Norup
- Astrup

Aalborg · Brønderslev · Frederikshavn · Hjørring · Jammerbugt · Læsø · Mariagerfjord · Morsø · Rebild · Thisted · Vesthimmerland
- International Standard Name Identifier: 0000 0004 0379 0626
- MusicBrainz: 04e1392b-53af-4788-bd06-e23806571b7b